# Matka Armenia
Matka Armenia (orm. Մայր Հայաստան, Mayr Hayastan) – monumentalny posąg w stolicy Armenii w Erywaniu, znajdujący się na terenie Parku Zwycięstwa.
Pomnik symbolizuje siłę i opór oraz determinację narodu ormiańskiego, a także jego gotowość do obrony ojczyzny.

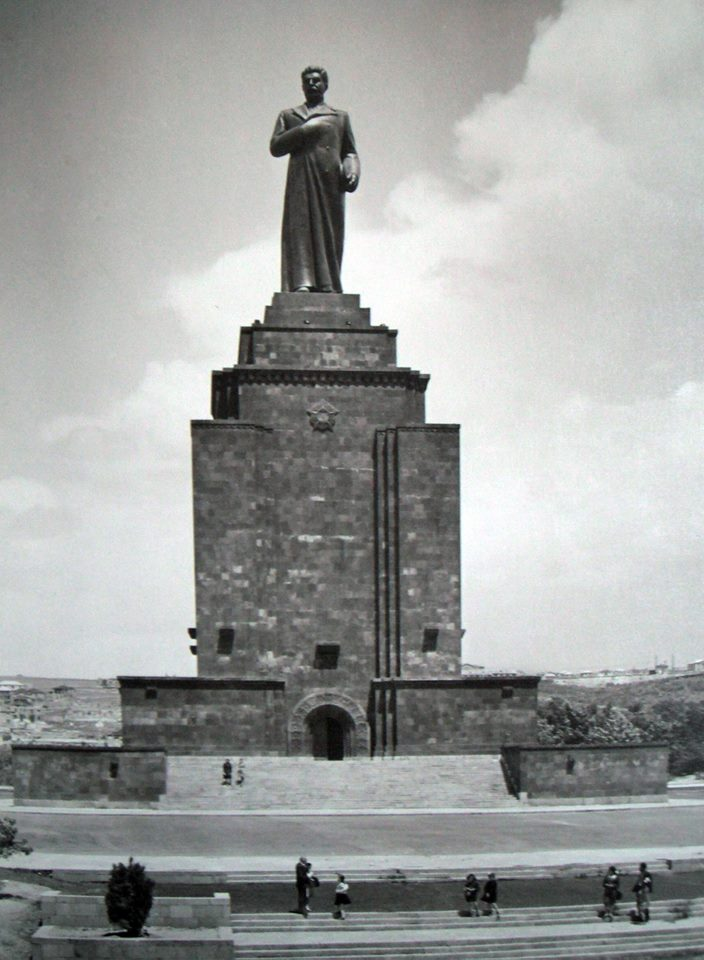
Pierwowzór pomnika

## Historia
Pierwotnie pomnik powstał w 1950 a na pomniku znajdowała się rzeźba Józefa Stalina na znak symbolu zwycięstwa ZSRR podczas II wojny światowej. Pomnik był wówczas zaprojektowany przez Siergieja Mierkurowa.
W 1961 podjęto decyzję o likwidacji pomnika Stalina. W 1967 na tym samym miejscu zbudowano pomnik Matki Armenii, który jest wzorowany na 17-letniej Genji Muradjany, którą Ara Harutjunjan spotkał w sklepie i namówił ją do bycia modelką rzeźby.